# Lauro
Pour les articles homonymes, voir Lauro (homonymie).
Lauro est une commune italienne de la province d'Avellino, dans la région Campanie. Elle compte environ 3 400 habitants (2017). Ils portent le nom de Lauretani.

## Géographie
La commune se trouve à une altitude de 192 mètres. Sa superficie est de 11,1 km2. La ville la plus proche est Palma Campania, distante de 7 km. Lauro est à 32 km de distance de Naples.
Le climat est méditerranéen avec des étés chauds.
Les montagnes proches sont le Monte Vergine (à environ 10,4 km) et l'Appennino Campano (à 11,1 km).

### Communes limitrophes
Les communes proches sont Carbonara di Nola, Domicella, Moschiano, Pago del Vallo di Lauro, Palma Campania, Quindici, Taurano.

## Administration
Le maire actuel est Vito Bossone.
| Période                                  | Période | Identité     | Étiquette | Qualité |
| ---------------------------------------- | ------- | ------------ | --------- | ------- |
|                                          |         | Vito Bossone |           |         |
| Les données manquantes sont à compléter. |         |              |           |         |

### Hameaux
Fontenovella, Migliano, Pignano

## Monuments/patrimoine culturel
- Lauro est réputé pour ses peintures murales.
- Le château Lancellotti d'origine normand-souabe, a été construit au Xe siècle. Il fut incendié par les Français en 1799, puis refait en 1872 par le prince Lancellotti dans différents styles : gothique, renaissance et baroque.

## Lieux culturels proches
- Les Zones archéologiques de Pompéi, Herculanum et Torre, classées au patrimoine de l'Unesco.
- La Côte Amalfitaine, classée également au patrimoine de l'Unesco.